# Руді Смідтс
Руді Смідтс (нід. Rudi Smidts; нар. 12 серпня 1963, Антверпен, Бельгія) — бельгійський футболіст, що грав на позиції захисника.
Виступав за національну збірну Бельгії. У складі клубу «Антверпен» володар Кубка Бельгії.

## Клубна кар'єра
У дорослому футболі дебютував 1984 року виступами за команду клубу «Антверпен», в якій провів тринадцять сезонів, взявши участь у 426 матчах чемпіонату. Більшість часу, проведеного у складі «Антверпена», був основним гравцем захисту команди.
Згодом з 1997 по 2002 рік грав у складі команд клубів «Шарлеруа», «Жерміналь-Екерен» та «Мехелен».
Завершив професійну ігрову кар'єру у клубі «Шотен», за команду якого виступав протягом 2002—2003 років.

## Виступи за збірну
1992 року дебютував в офіційних матчах у складі національної збірної Бельгії. Протягом кар'єри у національній команді, яка тривала 6 років, провів у формі головної команди країни 33 матчі, забивши 1 гол.
У складі збірної був учасником чемпіонату світу 1994 року у США.

## Досягнення
- Володар Кубка Бельгії:

«Антверпен»: 1991—1992